# Mação (freguesia)
A Freguesia de Mação, com sede na vila de Mação, foi uma freguesia portuguesa do Município de Mação, na província histórica da Beira Baixa, região do Centro (Região das Beiras) e sub-região do Médio Tejo, freguesia que tinha 67,27 km² de área e 2 228 habitantes (2011), e, por isso, uma densidade populacional de 33,1 hab/km².
A Freguesia de Mação foi extinta (agregada) pela reorganização administrativa de 2013, tendo o seu território sido agregado ao das Freguesias de Penhascoso e Aboboreira para criar a nova Freguesia de Mação, Penhascoso e Aboboreira.

## População
| População da freguesia de Mação | População da freguesia de Mação | População da freguesia de Mação | População da freguesia de Mação | População da freguesia de Mação | População da freguesia de Mação | População da freguesia de Mação | População da freguesia de Mação | População da freguesia de Mação | População da freguesia de Mação | População da freguesia de Mação | População da freguesia de Mação | População da freguesia de Mação | População da freguesia de Mação | População da freguesia de Mação |
| ------------------------------- | ------------------------------- | ------------------------------- | ------------------------------- | ------------------------------- | ------------------------------- | ------------------------------- | ------------------------------- | ------------------------------- | ------------------------------- | ------------------------------- | ------------------------------- | ------------------------------- | ------------------------------- | ------------------------------- |
| 1864                            | 1878                            | 1890                            | 1900                            | 1911                            | 1920                            | 1930                            | 1940                            | 1950                            | 1960                            | 1970                            | 1981                            | 1991                            | 2001                            | 2011                            |
| 2944                            | 3075                            | 3451                            | 3808                            | 4242                            | 4070                            | 4244                            | 4608                            | 4724                            | 4104                            | 3306                            | 2786                            | 2455                            | 2276                            | 2228                            |

| Distribuição da População por Grupos Etários | Distribuição da População por Grupos Etários | Distribuição da População por Grupos Etários | Distribuição da População por Grupos Etários | Distribuição da População por Grupos Etários | Distribuição da População por Grupos Etários | Distribuição da População por Grupos Etários | Distribuição da População por Grupos Etários | Distribuição da População por Grupos Etários | Distribuição da População por Grupos Etários |
| -------------------------------------------- | -------------------------------------------- | -------------------------------------------- | -------------------------------------------- | -------------------------------------------- | -------------------------------------------- | -------------------------------------------- | -------------------------------------------- | -------------------------------------------- | -------------------------------------------- |
| Ano                                          | 0-14 Anos                                    | 15-24 Anos                                   | 25-64 Anos                                   | > 65 Anos                                    |                                              | 0-14 Anos                                    | 15-24 Anos                                   | 25-64 Anos                                   | > 65 Anos                                    |
| 2001                                         | 288                                          | 264                                          | 1062                                         | 662                                          |                                              | 12,7%                                        | 11,6%                                        | 46,7%                                        | 29,1%                                        |
| 2011                                         | 285                                          | 208                                          | 1104                                         | 631                                          |                                              | 12,8%                                        | 9,3%                                         | 49,6%                                        | 28,3%                                        |

## Localidades
Localidades da Freguesia de Mação:
- Brejo Grande
- Caratão
- Carregueira
- Casas da Ribeira
- Castelo
- Mação
- Pereiro de Mação
- Quinta Vale das Árvores
- Rosmaninhal
- Santos
- Vale de Abelha
- Vale de São Domingos
- Ventosa

## Património
- Igreja de Nossa Senhora da Conceição ou Igreja Matriz
- Pelourinho de Mação
- Castelo Velho do Caratão
- Ermida de Santo António
- Ruas Enfeitadas em Pereiro (Mação)
- Capela da Santa Casa da Misericórdia (1550)
- Capela de São Bento
- Igreja do Espírito Santo
- Casa de Pina Falcão (século XVI)
- Casa Pequito Rebelo (século XIX)

## Equipamentos
- Tribunal da Comarca de Mação (1994)